# World War Z (trò chơi điện tử)
World War Z là trò chơi điện tử bắn súng góc nhìn thứ ba được phát triển bởi Saber Interactive và được phát hành bởi Mad Dog Games. Nó được phát hành cho Microsoft Windows, PlayStation 4 và Xbox One vào ngày 16 tháng 4 năm 2019. Dựa vào cuốn sách cùng tên năm 2006 và được đặt trong cùng vũ trụ với bộ phim chuyển thể năm 2013, trò chơi theo chân những người sống sót trong thảm họa dịch bệnh thây ma ở các thành phố Moskva, New York, Jerusalem và Tokyo.

## Cách chơi
Trò chơi này là một game bắn súng góc nhìn thứ ba, trong đó bốn người chơi chiến đấu chống lại những lũ zombie khổng lồ ở bốn địa điểm: Moskva, New York, Jerusalem và Tokyo. Có sáu thành tựu mà người chơi có thể đạt được trong từng màn của trò chơi, bao gồm Gunslinger (người giết zombie bằng súng nhiều nhất), Hellraiser (người giết zombie bằng chất nổ nhiều nhất), Fixer (người sửa chữa súng máy, các vật dụng... nhiều nhất), Medic (người cứu đồng đội nhiều nhất) Slasher (người giết zombie bằng vũ khí cận chiến nhiều nhất) và Exterminator (người kiểm soát được đám đông zombie hiệu quả nhất). Các kĩ năng và vũ khí mới có thể được mở khóa cho mỗi thành tựu khi người chơi đạt được trong trò chơi. Trò chơi có thể xuất hiện trên màn hình cùng lúc 1000 con zombie và chúng có thể trèo lên nhau để tiếp cận người chơi ở những khu vực cao. Người chơi có thể thu thập các vật phẩm khác nhau trên đường đi, nhưng địa điểm của chúng được đặt phục vụ cho từng mục đích khác nhau. Ngoài việc chiến đấu với thây ma, người chơi cũng cần hoàn thành các mục tiêu khác nhau, chẳng hạn như hộ tống những người sống sót ở mỗi địa điểm.
Trò chơi có năm chế độ cho nhiều người chơi với nhau. Chế độ Player vs Player vs Zombie khiến hai đội chơi đối đầu với nhau trong khi đám thây ma tấn công cả hai đội. Các chế độ khác bao gồm Swarm Deathmatch, Swarm Domination và King of the Hill.

## Phát triển
Saber Interactive đã bắt đầu phát triển trò chơi sau khi một trong các nhóm của họ hoàn thành việc sản xuất một trò chơi trong dòng game Halo. Khoảng 100 người đã làm việc trong việc phát triển trò chơi này. Công ty đã quyết định sử dụng giấy phép World War Z cho trò chơi vì họ cảm thấy rằng có quá nhiều rủi ro liên quan đến việc tiếp thị một tài sản trí tuệ hoàn toàn mới. Matt Karch, CEO của Saber Interactive, mô tả trò chơi là sự kết hợp của cả bộ phim năm 2013 và cuốn sách năm 2006. Gerry Lane, nhân vật do Brad Pitt thủ vai trong bộ phim năm 2013 không có trong trò chơi vì nhà phát triển đã chọn bao gồm nhiều người sống sót có câu chuyện của riêng họ. Nhà phát triển đã lấy cảm hứng từ tựa game The Chronicles of Riddick: Escape from Butcher Bay khi họ đang khám phá cách họ có thể kết hợp các yếu tố từ bộ phim và cuốn sách vào trò chơi. Left 4 Dead cũng truyền cảm hứng cho nhà phát triển khi họ đang tạo ra lối chơi của trò chơi. Một công cụ trò chơi độc quyền có tên Swarm Engine đã được sử dụng để cung cấp năng lượng cho trò chơi và tạo hiệu ứng cho những đàn zombie khổng lồ.
Trò chơi đã được công bố tại The Game Awards 2017 và được phát hành vào ngày 19 tháng 4 năm 2019 cho Microsoft Windows, PlayStation 4 và Xbox One. Focus Home Interactive đóng vai trò là nhà phân phối thương hiệu của trò chơi. Đây cũng là một tựa game độc quyền của Cửa hàng Epic Games. Saber Interactive đã lên kế hoạch cập nhật cho trò chơi bằng cách giới thiệu thêm các tập, nhân vật, cài đặt và chế độ trò chơi cạnh tranh, sau khi tựa game ra mắt.

## Đón nhận
Theo tổng hợp đánh giá của trang web Metacritic, trò chơi đã nhận được "đánh giá hỗn hợp hoặc trung bình" từ giới phê bình. Game Informer đã so sánh nó với loạt game Left 4 Dead, ca ngợi cơ chế bắn súng, hình ảnh và câu chuyện của nó, nhưng chỉ trích nhạc phim, các vấn đề kỹ thuật và một số câu chuyện của các nhân vật.

### Bán hàng
Đây là trò chơi bán lẻ bán chạy nhất ở Anh trong tuần phát hành. Tính đến ngày 23 tháng 4 năm 2019, hơn 1 triệu đơn vị trò chơi đã được bán. Gần 2 triệu bản của tựa game đã được bán trong tháng đầu tiên sau khi phát hành.